# أخلاق براغماتية

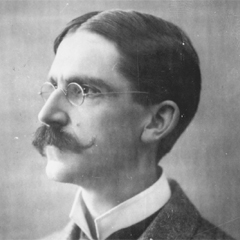
جون ديوي

الأخلاق البراغماتية هي نظرية في فلسفة الأخلاق المعيارية. يعتقد البراغماتيين الأخلاقيين مثل جون ديوي أن بعض المجتمعات قد حققت تقدماً أخلاقياً بقدر ما حققته من تقدم في مجال العلوم. يمكن للعلماء متابعة التحري في حقيقة فرضية وقبولها، بمعنى أنهم يعملون بالفرضية كما لو أنها صحيحة. إنهم يعتقدون على الرغم من ذلك أن الأجيال القادمة يمكنها تطوير العلوم، وبالتالي يمكن للأجيال القادمة صقل أو استبدال (على الأقل بعض) فرضياتهم المقبولة. وبالمثل، يعتقد البراغماتيين الأخلاقيين أن القواعد والمبادئ والمعايير الأخلاقية من المرجح أن يتم تحسينها كنتيجة للتحري.

## التفاوت بينها وبين النظريات المعيارية الأخرى
بقدر ما هو مناسب للعلماء بأن يتصرفوا كما لو أن فرضية ما صحيحة بغض النظر عن توقع تحري مستقبلي ليحل محلها، سلَم البراغماتيين الأخلاقيين بأنه من المناسب ممارسة مجموعة متنوعة من الأساليب المعيارية الأخرى (على سبيل المثال: العواقبية، الأخلاق الواجبة، والأخلاق الفاضلة)، والاعتراف فوق ذلك بالحاجة إلى الآليات التي تسمح المجتمع بالنهوض وراء هذا النهج، وحرية للخطاب بحيث لا تأخذ أي نظرية على داعي الافتراض. من ثم، السعي إلى الابتكار الاجتماعي، وممارسة الأخلاق البراغماتية هي تكملة لممارسة المناهج المعيارية الأخرى والتي أسماها جون ستيوارت ميل بـ«تجارب العيش».
الأخلاق البراغماتية تختلف أيضاً عن المناهج المعيارية الأخرى من الناحية النظرية، كالتالي:
- التركيز على المجتمع بدلاً من الأفراد المنعزلين باعتباره الكيان الذي يحقق الأخلاق.[3] كما قال ديوي: «كل السلوكيات.. اجتماعية».[4]
- لا تحمل أي معايير أخلاقية معروفة لا يمكن مراجعتها. قد يساء فهم الأخلاق البراغماتية باعتقاد كونها نسبية، وفشلها في أن تكون موضوعية، لكن هذا مثل اقتراح بأن العلم فشل في أن يكون موضوعياً. البراغماتيين الأخلاقيين مثل العلماء، يمكنهم الحفاظ على مسعاهم موضوعياً على أساس أنه يتقاطع نحو شيء موضوعي.[5]
- أنها تسمح بأن الحكم الأخلاقي قد يكون مناسب في سن واحد من مجتمع معين، على الرغم من أنه سوف يتوقف عن أن تكون مناسباً بعد تقدم المجتمع (أو قد يكون بالفعل غير مناسب في مجتمع آخر). على سبيل المثال، كانت كتابات توماس جيفرسون عن العبودية تؤطر بأن الرق غير أخلاقي، ومع ذلك هي أخلاقية مؤقتاً حتى أصبحت أمريكا مستعدة لإلغائها.[6]

## علاقتها مع البراغماتية
إثبات أن هذه النظرية المعيارية تستلزم البراغماتية (أو العكس بالعكس) لا يزال يشكل تحدياً مفتوحاً. كتاب «دليل بلاكويل للنظرية الأخلاقية» يشير إلى هذه النظرية بأنها براغماتية وتجدها في كتابات جون ديوي. ومع ذلك، فإنه يرى أيضاً أن مفاهيم أساسية في كتابات جون ستيوارت ميل ومارثا نوسباوم، ويمكن ملاحظة ما لا يقل عن بعض من خصائصه المميزة في مفهوم النعرة الاجتماعية التي تنسب إلى سقراط في كتاب دفاع سقراط.

## انتقادات
وقد تم انتقاد البراغماتيين الأخلاقيين كونهم خلطوا الأخلاق التوصيفية بالأخلاق المعيارية، مصورين طريقة الناس بأنهم يصنعون الأحكام الأخلاقية بدلاً من الطريقة التي ينبغي عليهم أن يصنعوها. في حين أن بعض البراغماتيين الأخلاقيين شككوا في التمييز بين الحقيقة المعيارية والتوصيفية، نظرية الأخلاق البراغماتية في حد ذاتها لا تخلط بينهما أكثر مما يخلط العلم بين حقيقة الموضوع وبين الرأي حول الموضوع.

## الأخلاق البيئية
الأخلاق البيئية هي عبارة عن تباين بين الأخلاق البراغماتية والتي بالإضافة تفترض أن الأخلاق تتطور مثل النظام البيئي، وبالتالي ينبغي أن تشمل الممارسة الأخلاقية استراتيجيات مماثلة لإدارة النظم الإيكولوجية. يعود استخدام مصطلح الأخلاق البيئية على الأقل إلى عام 1985 لتطبيق التكافل الذي بموجبه يقلص فرصة البقاء لأي نهج أخلاقي قائم من خلال تدمير كل المقاربات البديلة. وفقاً لتيم دين، الدليل العلمي الحالي يؤكد أن البشر يتخذون مناهج متنوعة للأخلاق، وهذا التعدد يعطي مرونة للبشر ضد مجموعة واسعة من الحالات والمواقف والبيئات (وهو مايجعل التنوع الأخلاقي نتيجة طبيعية للانتخاب المشروط المتكرر وهو مايسمى في علم الأحياء التطورية بـ"Frequency-dependent selection".